# Maḩmūdābād (ort i Kurdistan)
Maḩmūdābād (persiska: مَحمودِه, محمود آباد, مُحَمَّد آباد, Maḩmūdeh) är en ort i Iran.   Den ligger i provinsen Kurdistan, i den nordvästra delen av landet, 400 km väster om huvudstaden Teheran. Maḩmūdābād ligger 1 942 meter över havet och antalet invånare är 141.
Terrängen runt Maḩmūdābād är kuperad österut, men västerut är den platt. Maḩmūdābād ligger nere i en dal.Runt Maḩmūdābād är det ganska glesbefolkat, med 28 invånare per kvadratkilometer. Närmaste större samhälle är Zāgheh-ye Soflá, 5,2 km norr om Maḩmūdābād. Trakten runt Maḩmūdābād består i huvudsak av gräsmarker.